# Pathé Tilburg Stappegoor
Pathé Tilburg Stappegoor (voorheen Euroscoop Tilburg) was de eerste Nederlandse vestiging van de Belgische bioscoopketen Euroscoop. Het was de grootste vestiging van de keten en is ook nu nog de grootste bioscoop in de provincie Noord-Brabant. De bioscoop heeft 12 zalen met in totaal 2000 stoelen en is gelegen in onderwijsgebied Stappegoor in Tilburg-Zuid.
Het gebouw is ontworpen door A. Architecten Gent en heeft een vloeroppervlak van 40.000 m². De aanleg kostte 26 miljoen euro.
Op 14 november 2019 werd Euroscoop Tilburg overgenomen door Pathé Nederland. De bioscopen van Euroscoop zouden in eerste instantie verdergaan onder hun eigen naam en beleid, maar Pathé kondigde op 18 juni 2020 aan zijn Euroscoop-merk te laten verdwijnen en alleen met Pathé door te gaan. Euroscoop Tilburg, Schiedam en Amsterdam-Noord zouden in een tijdsspanne van twee jaar omgevormd worden tot Pathé. Pathé stelde dat het sterker kon opereren met één bioscoopmerk in plaats van twee.
Sinds de heropening in juni 2021 draagt de bioscoop de naam Pathé Euroscoop Stappegoor.
Amersfoort · Amsterdam (Arena · City · De Munt · Noord · Tuschinski) · Arnhem · Breda · Delft · Den Haag (Buitenhof · Scheveningen · Spuimarkt · Ypenburg) · Ede · Eindhoven · Groningen · Haarlem · Helmond · Leeuwarden · Maastricht · Nijmegen · Rotterdam (De Kuip · Schouwburgplein) · Schiedam · Tilburg (Centrum · Stappegoor) · Utrecht (Rembrandt · Leidsche Rijn) · Zaandam · Zwolle